# Andrzej Kuczumow
Andrzej Eugeniusz Kuczumow (ur. 9 maja 1949 w Świdnicy) – polski fizyk i chemik, profesor nauk chemicznych, profesor zwyczajny Katolickiego Uniwersytetu Lubelskiego Jana Pawła II, dziekan Wydziału Zamiejscowego Prawa i Nauk o Społeczeństwie KUL w Stalowej Woli, specjalista w zakresie analiz obiektów okresowych, chemii nieorganicznej, fluorescencji rentgenowskiej i mikroanalizy elektronowej.

## Życiorys
Jest absolwentem I Liceum Ogólnokształcącego im. Stanisława Staszica w Lublinie (1967) i studiów chemicznych na Uniwersytecie Marii Curie-Skłodowskiej w Lublinie (1972). Od 1972 pracował na UMCS. W 1980 obronił pracę doktorską Oznaczanie pierwiastków ziem rzadkich metodą rentgenowskiej analizy  fluoroscencyjnej z uwzględnienim efektów matrycowych napisaną pod kierunkiem Janiny Wysockiej-Lisek. Na podstawie dorobku naukowego oraz rozprawy pt. The Principles of the Attenuation of Low Energy Projectile Beams uzyskał w 1996 na Wydziale Matematyki i Fizyki Uniwersytetu Marii Curie-Skłodowskiej w Lublinie stopień doktora habilitowanego nauk fizycznych w dyscyplinie fizyka w specjalności fizyka doświadczalna. Od 2000 pracuje na Katolickim Uniwersytecie Lubelskim. W 2010 prezydent RP Bronisław Komorowski nadał mu tytuł naukowy profesora nauk chemicznych.
Był profesorem w Zakładzie Chemii Nieorganicznej Wydziału Chemii UMCS oraz w Instytucie Ochrony Środowiska Wydziału Matematyczno-Przyrodniczego KUL. W 2011 został profesorem zwyczajnym w Instytucie Inżynierii Środowiska Wydziału Zamiejscowego Prawa i Nauk o Społeczeństwie KUL w Stalowej Woli. W latach 2012–2019 był dziekanem nieistniejącego już wydziału. 